# Escuela de Lovaina
La Escuela de Lovaina es una corriente de pensamiento católico del siglo XIX y XX que, partiendo principalmente de autores de la Universidad de Lovaina, intentó renovar la filosofía y la teología de Tomás de Aquino mediante el llamado neotomismo.
La creación de esta corriente obedecía al deseo de renovación filosófico-teológica señalado por la encíclica Aeterni Patris del papa León XIII. Este pidió al cardenal Dechamps que se crease en Lovaina una escuela que siguiera las huellas de Santo Tomás de Aquino, y se hizo cargo de esta enseñanza Désiré Félicien-François-Joseph Mercier inaugurando en 1882 un curso de «alta filosofía de Santo Tomás». Además organizó coloquios, reuniones, seminarios, conferencias para crear un Instituto Superior de Filosofía, al fin constituido en 1894, el mismo año en que se fundó la Revue Néo-scolastique de Philosophie, luego llamada Revue Philosophique de Louvain.
Mercier reelaboró la epistemología de Santo Tomás modernizándola con las aportaciones desde Descartes. Su discípulo, L. Noél (1878-1955) siguió la misma línea (Notes d'épistémologie thomiste, 1925) y otros autores como J. Maréchal, J. B. Lotz, Karl Rahner, etc. siempre con el intento de poner de acuerdo la filosofía de Kant e incluso Heidegger con el realismo tradicional tomista en una especie de «realismo crítico» que termina en una postura inmanente. En cuanto a la metafísica, Lovaina está representada principalmente por N. Balthasar y L. De Raeymaeker. Balthasar (1882-1959) ocupó durante casi 40 años la cátedra de Metafísica y es uno de los pensadores más originales de la Escuela de Lovaina con sus obras Méthode en métaphysique (1943) y Mon moi dans l'étre (1946). L. De Raeymaeker (1895-1970) sucedió a Noél en la dirección del Instituto: su metafísica se basa en el concepto de participación en sus obras Introduction á la philosophie y La philosophie de l'étre (1946).
Otros autores son Maurice De Wulf (1867-1947) con obras como Histoire de la philosophie médiévale (1900), Introduction á la philosophie néo-scolastique (1904), etc. Lo continúa F. Van Steenberghen (1904) en sus escritos históricos Siger de Brabant d'aprés ses oeuvres inédites (1931), Histoire de la philosophie. Période chrétienne (1964); además ha escrito una Epistémologie (1945) y una Ontologie (1945).
En el ámbito de la sociología destaca S. Desploige (1868-1927), sucesor de Mercier en la dirección del Instituto, con obras como Le conflit de la morale et la sociologie (1911). Más reciente es el sociólogo y moralista L. Leclerq (1891-1971).
Otros autores son D. Nys (La notion de temps, 1913; La notion d'espace, 1922); A. Michotte (La perception de la causalité, 1946); A. De Waelens (La philosophie de M. Heidegger, 1945); A. Dondeyne (Foi chrétienne et pensée contemporaine, 1952).
En España el pensamiento de Lovaina influyó notablemente en Marcelino Arnáiz Hortigüela (1867-1930), padre agustino, y en Juan Zaragüeta Bengoechea (1883-1974), sacerdote diocesano, quienes tuvieron relaciones de discipulado y amistad con el Cardenal Mercier.